# Broken, Beat & Scarred
"Broken, Beat & Scarred" é uma canção lançada pela banda estadunidense de heavy metal Metallica. Foi lançada como o quadragésimo quinto single da banda e sexto single do álbum Death Magnetic, em 3 de abril de 2009.
James Hetfield e Lars Ulrich longamente discutiram sobre o título desta canção. Hetfield disse que não gostou do título, porém  Ulrich era "muito inflexível" de que deveria ser chamada de "Broken, Beat & Scarred".
Em 19 de março de 2009, o site oficial da banda anunciou "Broken, Beat & Scarred" como o próximo single para o álbum Death Magnetic. O single foi lançado em dois formatos, uma edição Digi-pack e um maxi single.

## Faixas

### CD 1 (Digi-pack)
| N.º | Título                          | Duração |  |
| 1.  | "Broken, Beat & Scarred"        | 6:25    |  |
| 2.  | "Broken, Beat & Scarred (Live)" | 7:33    |  |
| 3.  | "The End of the Line (Live)"    | 7:38    |  |

### CD 2 (J card)
| N.º | Título                    | Duração |  |
| 1.  | "Broken, Beat & Scarred"  | 6:25    |  |
| 2.  | "Stone Cold Crazy (Live)" | 3:06    |  |
| 3.  | "Of Wolf and Man (live)"  | 4:25    |  |

### DVD single
| N.º | Título                                   | Duração |  |
| 1.  | "Broken, Beat & Scarred (Promo video)"   |         |  |
| 2.  | "The Day That Never Comes (Promo Video)" |         |  |
| 3.  | "Death Magnetic Eletronic Press Kit"     | 17:25   |  |

### D Maxi-single
| N.º | Título                          | Duração |  |
| 1.  | "Broken, Beat & Scarred"        | 6:25    |  |
| 2.  | "Broken, Beat & Scarred (Live)" | 7:33    |  |
| 3.  | "The End Of The Line (Live)"    | 7:38    |  |
| 4.  | "Stone Cold Crazy (Live)"       | 3:06    |  |
| 5.  | "Of Wolf and Man (Live)"        | 4:25    |  |

- Todas as versões foram gravadas no "The O2 Arena", em Londres, em 15 de Setembro de 2008, no evento de lançamento do "Death Magnetic".

## Charts
| Paradas (2009)                          | Posição |
| --------------------------------------- | ------- |
| Australian ARIA Singles Chart           | 75      |
| Austria Singles Top 75                  | 74      |
| Dutch Top 40                            | 25      |
| Finland Singles Chart                   | 4       |
| France Singles Top 100                  | 36      |
| German Singles Top 100                  | 35      |
| US Billboard European Hot 100           | 67      |
| US Billboard Rock Songs                 | 32      |
| US Billboard Hot Mainstream Rock Tracks | 15      |
| US Billboard Heritage Rock              | 18      |

## Integrantes
- James Hetfield - vocais, guitarra rítmica
- Lars Ulrich - bateria
- Kirk Hammett - guitarra solo, backing vocals
- Robert Trujillo - baixo, backing vocal

## Ligações Externas
- metallica.com